# Bandana (banda)
Bandana es un grupo argentino de música pop surgido del concurso televisivo Popstars en 2001 y conformado en su última etapa por Lourdes Fernández y María Elizabeth "Lissa" Vera. La banda, que se disolvió en 2004 para volver a fines de 2016, tuvo originalmente tres integrantes más: Ivonne Guzmán, quien decidió no regresar, Virginia da Cunha, que se apartó en enero de 2017, y Valeria Gastaldi, quien abandonó el grupo en febrero de 2020.
Bandana tuvo récords de shows en el teatro Gran Rex de Buenos Aires, donde realizaron 150 presentaciones; además, vendieron tres millones de copias en los tres años y medio que duró el grupo. Realizaron giras en Sudamérica, Estados Unidos y España, además de recorrer todas las provincias de Argentina. En 2002 fueron las primeras argentinas en grabar la banda de sonido de una película de Disney, Lilo & Stitch, con la canción "Muero de amor por ti" (versión en español de la original de Elvis Presley, "Can't Help Falling in Love"). 
En 2003 filmaron Vivir intentando, siendo la película argentina más vista de ese año por más de un millón de espectadores. Aparecieron en la tapa de la revista Billboard, siendo a la fecha una de las únicas bandas de pop argentino junto a Erreway que pudo hacerlo; además, tuvieron una edición de oro de la revista Gente. Fueron la cara de grandes marcas como McDonald's, Sedal, Impulse, DirecTV y Gigot. Recibieron los premios Gardel, MTV y Martín Fierro.

## Historia

### Inicios
Bandana surgió con el reality show Popstars emitido en 2001 en Argentina. Luego de finalizado el concurso y conformado el grupo en noviembre del 2001, lanzaron su primer disco, Bandana, bajo el sello discográfico BMG Internacional a fines de 2001. A los tres días de su lanzamiento fue disco de oro, y a los siete, de platino. Su mayor éxito fue "Guapas", escrito por Lourdes Fernández. 
En noviembre de 2001 tuvieron su primera presentación en vivo en el centro comercial Abasto de Buenos Aires ante más de 8000 personas. Meses más tarde, en abril de 2002, grabaron la banda de sonido en español de la película Lilo and Stitch, con la canción "Muero de amor por ti" para Latinoamérica y España. Ese mismo año el grupo realizó una participación especial en la telenovela juvenil Rebelde Way.
En noviembre de 2002 iniciaron una gira por todo el interior de Argentina incluyendo Salta, Córdoba, Santa Fe, Mendoza, San Luis, Rosario, Tucumán, Neuquén y La Pampa, entre otras provincias, ciudades y pueblos. Se despidieron de 2002 con un show en el estadio Vélez Sarfield junto a la banda masculina resultado de la segunda temporada de Popstars, Mambrú, frente a cuarenta y dos mil personas.

### Vivir intentandoy despedida
En 2002 lanzaron su segundo material discográfico: Noche, donde con su sencillo "Llega la noche" lograron posicionarse en el puesto número 1 del U.S. Billboard Hot Latin Tracks. Finalmente en 2003 lanzan su tercer material: Vivir intentando, además de una película del mismo nombre, que se estrenó el 26 de junio de 2003 y superó en agosto el millón de espectadores, convirtiéndose en la película argentina más taquillera del año. Durante todo el año continuaron con su gira mundial, presentándose en diferentes países de Latinoamérica y en España, promocionando su tercer álbum de estudio. 
La despedida fue anunciada en febrero de 2004 y se llevó a cabo un ciclo de conciertos en el teatro Gran Rex, llegando a un total de más de cien funciones. Los shows quedaron registrados en un DVD llamado Hasta siempre, lanzado en 2004. 

### Regreso
La banda se reunió en noviembre de 2008, por primera vez después de 4 años, en el programa de Susana Giménez, apadrinadas por Tomás Yankelevich, donde recordaron su paso por Bandana y cada una interpretó su sencillo más exitoso como solista.
Sin embargo, el regreso formal fue en 2016. A fines de enero comenzaron a circular rumores sobre un posible retorno de la banda; algunas integrantes lo confirmaron a través de sus redes sociales. Finalmente, en julio del mismo año, se dio el regreso en el teatro Lola Membrives de la calle Corrientes sin la presencia de Ivonne Guzmán. En un principio iban a hacer solo una función, pero más tarde terminaron llenando 18 teatros, además de hacer una gira por todo el país. En Internet, las entradas se agotaban en minutos.
Además, la banda realizó una serie de presentaciones en programas de televisión para promocionar el regreso, como Intrusos, Morfi, Showmatch, entre otros. El 8 de julio salió a la venta un disco con reversiones de sus temas llamado Bandana: La vuelta.
Realizaron una participación especial en la telenovela Educando a Nina emitida por Telefe. En diciembre de 2017 salió a la venta su libro, "Ayer, Hoy y Siempre". Más tarde, en 2017, Virginia da Cunha deja el grupo para enfocarse en su carrera como solista. También grabaron la cortina musical para el reality show Despedida de solteros. En 2017 lanzan su nuevo sencillo, "Bombón", con Wisin.
En 2017 presentaron el "Bandana Intimo" un formato de show acústico, teniendo dos presentaciones en el Teatro Apolo, y yendo de gira por la Costa Atlántica. A raíz de esto fueron ganadoras del premio "Estrella de Mar".
Luego se formó el "Bandana Party" generando presentaciones en todo el País y en Uruguay. En este Tour se presentaron los nuevos Singles.
En 2018 participaron de la película "27: El club de los malditos".
Una obra de teatro estuvo en desarrollo temprano pero fue cancelada, no se sabe de que iba a tratar ni si sus anteriores miembros iban a ser parte o a ser reemplazadas por otras actrices.
El 1 de diciembre de 2018 Bandana se presentó en Niceto Club, y una hora antes personas seleccionadas disfrutaron de un "Secret Show" en el que mostraron los temas del nuevo álbum. 
En enero del 2019 se confirmó que Felipe Gustavo Yankelevich (Creador del Grupo) cedió totalmente los derechos de la banda a Lourdes Cecilia Fernández, María Elizabeth Vera y a Valeria Gastaldi, quedando estas como dueñas del proyecto.
El grupo siguió presentando el "Bandana Party Tour" Este formato de show nos muestra a Valeria, Lowrdez y Lissa con nueva escenografía, bailarines, y los mejores hits remixados.
En 2020 Valeria Gastaldi dejó el grupo por tiempo indefinido.
El 24 de julio, debido a la pandemia del COVID-19, el grupo, ya en formato de dúo, presentó un show Live Streaming.
El 26 de noviembre se presentó el primer sencillo como dúo, llamado "Fuego". Originalmente, la canción, iba a presentarse en un nuevo streaming ese mismo día pero el evento fue suspendido y reprogramado para el 10 de diciembre.
En invierno del 2023 el dúo presentó una serie de shows por el festejo de los 20 años.
La dupla funcionó hasta principios del 2024 hasta que María Elizabeth Vera decidió tomarse un descanso del proyecto, tomando Virginia su lugar para el 2 de septiembre brindar un show en Palermo junto a OLGA y Mambrú.
Reunion del cuarteto: Sorpresa! Bandana se reencontró para dar un show Privado en la avant premiere de Disney Lilo & Stitch un 20 de Mayo.

## Discografía
Álbumes de estudio
- 2001: Bandana
- 2002: Noche
- 2003: Vivir intentando
- 2016: Bandana, la vuelta

Álbumes en directo
- 2004:  Hasta siempre

## Películas
- 2003: Vivir intentando

## Televisión
- 2001: Popstars
- 2002: Rebelde Way (Participación especial)[10]
- 2017: Despedida de solteros (interpreta a Wisin con Bandana Bombón de la cortina del programa)